# Uevekoven
Uevekoven ist ein Ortsteil der Mittelstadt Wegberg im Kreis Heinsberg im Bundesland Nordrhein-Westfalen.

## Geografie

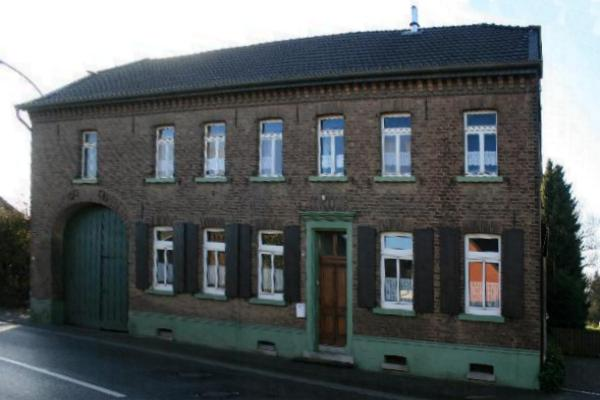
Hofanlage in Uevekoven

### Lage
Uevekoven liegt südlich von Wegberg, außerhalb vom Grenzlandring an der Landesstraße 3 von Wegberg nach Erkelenz. Um das Dorf befinden sich kleinere Waldgebiete. Der größte Wald im Süden heißt Elsekämp.

### Geologie
Am nördlichen Ortsausgang liegen ehemalige Tongruben, die von einer inzwischen stillgelegten Ziegelei angelegt worden sind.

### Nachbarorte
| Wegberg       | Gerichhausen                                | Beeck      |
| Watern        | Kompassrose, die auf Nachbargemeinden zeigt | Moorshoven |
| Tüschenbroich | Grambusch (Erkelenz)                        | Holtum     |

## Geschichte

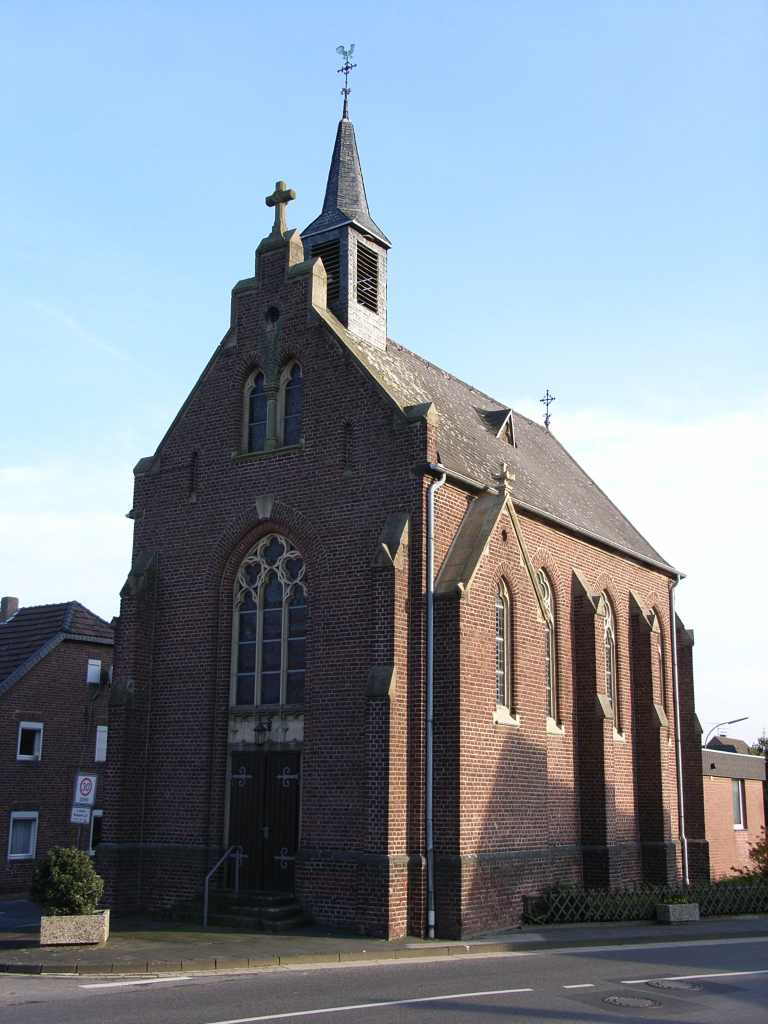
Barbara-Kapelle

Uevekoven erscheint in einer Wegberger Steuerliste von 1397 als „Ovekoven“ und gehörte in früherer Zeit wohl zur Grundherrschaft Wegberg. In späteren Urkunden wird es „Uvekoven“ (1509) und „Uffigkoven“ (1561) genannt. Um 1800 begann vermehrt die örtliche Bebauung in der Höhe der Kapelle Uevekoven.

## Religion

### Kapelle
Uevekoven gehört zur Pfarre St. Peter und Paul in Wegberg. Die in der Ortsmitte gelegene Kapelle wurde in den Jahren 1903/04 nach Plänen des Dombaumeisters Franz Statz aus Köln in neugotischem Stil errichtet. Über der aus Backstein erbaute Kapelle mit drei Fensterachsen und einer Vorhalle erhebt sich ein Dachreiter.
Die alte Uevekovener Kapelle, errichtet im Jahre 1682, war 1785 ausgebaut und vergrößert worden. Sie befand sich an gleicher Stelle, war deutlich kleiner und ebenfalls aus Backstein und mit Dachreiter. Ein Vermächtnis bildete den Grundstock zur Errichtung. Wie bei vielen anderen kirchlichen Gebäuden der früheren Zeit, wurden die Baukosten wesentlich durch freiwillige Beiträge aus der örtlichen Bevölkerung getragen.

### Kriegerdenkmal, Gedenkkreuz

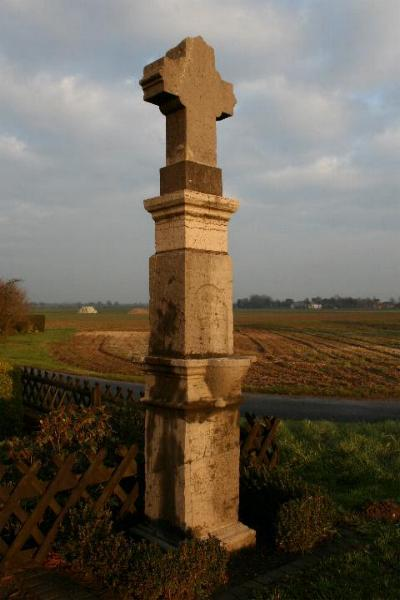
Gedenkkreuz in Uevekoven

Das Kriegerehrenmal an der Kapelle St. Barbara in Uevekoven stammt aus dem Jahre 1955. Es ist in altarähnlicher Form errichtet und trägt in seinem unteren Bereich die Aufschriften 1914–1918 und 1939–1945.
Das am Ortseingang aus Richtung Erkelenz gelegene Gedenkkreuz wurde im Jahre 1749 für den am 14. Oktober 1749 verstorbenen Anton Theullen aus Uevekoven von dessen Vater aufgestellt.

## Infrastruktur
In Uevekoven existieren mehrere landwirtschaftliche Betriebe, teilweise mit Pferdehaltung, zwei Schreinereien, eine Gärtnerei, ein Kosmetikstudio sowie einige Gewerbe- und Kleingewerbebetriebe. Ein Kinderspielplatz ist vorhanden.
Die AVV-Buslinien 411 und SB8 der WestVerkehr verbinden Uevekoven wochentags mit Wegberg und Erkelenz. Abends und am Wochenende kann der MultiBus angefordert werden.
| Linie | Verlauf |
| ----- | --- |
| 411   | morgens: Kehrbusch → Isengraben → Flassenberg → Rath-Anhoven Schule → Schönhausen → Felderhof → Bissen bei Beeck → Moorshoven → Holtum → Uevekoven → Wegberg → Beeck Grundschule morgens: Bissen → Busch → Holtmühle → Kipshoven → Gripekoven – Ellinghoven → Beeck Grundschule → Wegberg mittags/nachmittags: Wegberg → Beeck Grundschule → Holtum → Uevekoven → (Bissen →) Busch → Holtmühle → Kipshoven → Gripekoven → Ellinghoven → Moorshoven → Bissen bei Beeck → Felderhof → Schönhausen → Rath-Anhoven Schule → Isengraben → Flassenberg → Kehrbusch |
| SB8   | Schnellbus: Erkelenz Bf – Erkelenz Burg / Erkelenz ZOB – Holtum – Uevekoven – Wegberg – Harbeck – Berg – Rickelrath – Schwaam – Venheyde – Merbeck – Abzw. Tetelrath – Silverbeek – Niederkrüchten |

## Sehenswürdigkeiten

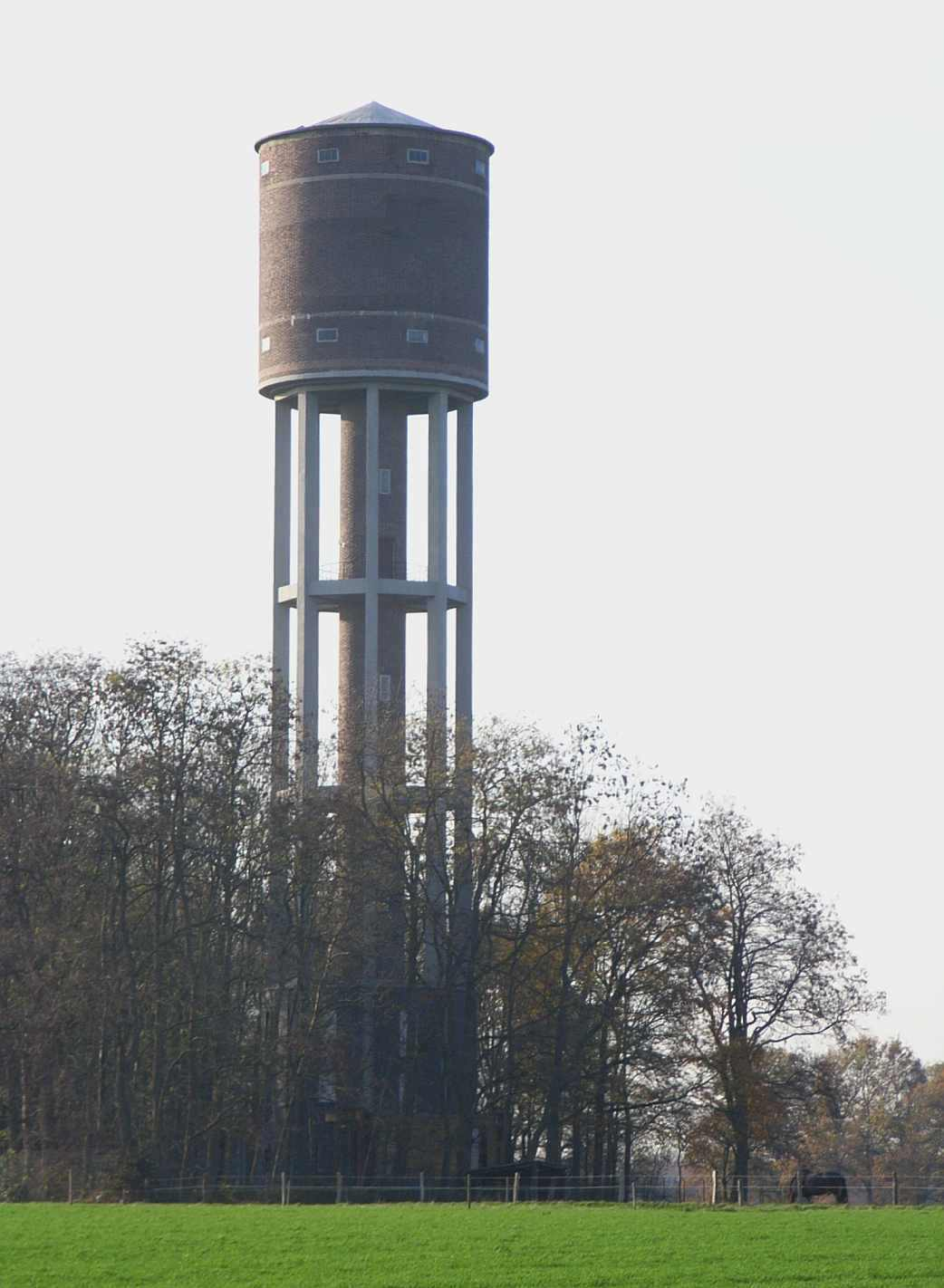
Wasserturm Uevekoven

- Neugotische Kapelle, Barbarastraße 2 als Denkmal Nr. 123
- Kriegerehrenmal an der St.-Barbara-Kapelle
- Gedenkkreuz, Erkelenzer Straße 103 als Denkmal Nr. 124
- Hofanlage, Katharinen Straße 5 als Denkmal Nr. 125
- Wohnhaus, Erkelenzer Straße 10 als Denkmal Nr. 127
- Wohnhaus, Barbarastraße 46 als Denkmal Nr. 128
- Wasserturm, Luehweg als Denkmal Nr. 158
- Ehemalige Flachsrösten im Waldgebiet Elsekämp

## Vereine
- Dorfgemeinschaft Uevekoven
- St. Barbara Schützenbruderschaft Uevekoven
- Sportfreunde Uevekoven
- Freiwillige Feuerwehr Wegberg, zuständig auch für die Ortschaft Uevekoven

## Sonstiges
- Das Kreiswasserwerk Heinsberg hat in Uevekoven seinen Stammsitz und betreibt seit 1934 die regionale Wasserversorgung. Der Betreiber beliefert 130.000 Einwohner in den Städten Erkelenz, Hückelhoven, Wegberg und Wassenberg mit Trinkwasser. Das Wasser stammt aus den Wassergewinnungsanlagen in Uevekoven, Matzerath, Beeck, Arsbeck, Wassenberg, Holzweiler und Erkelenz. Die jährliche Wasserabgabe beträgt ca. 7,1 Mio. m³.
- Der Wasserturm, ein weithin sichtbares 53 Meter hohes Baudenkmal Nr. 158 und befindet sich westlich von Uevekoven. Der Turm wurde 1934 erbaut. Sein Behälter fasst 400 m³. Er war bis Anfang der 1980er Jahre in Betrieb und wird heute als Wohnung und Architekturbüro genutzt. Die Beschreibung des Denkmals Nr. 158 lautet: Bei dem Wasserturm Uevekoven handelt es sich um einen Backsteinturm, der im Dezember 1934 in Betrieb genommen wurde. Er ist mit einer doppelschaligen Konstruktion versehen, um dem Trinkwasser auch bei hohen Außentemperaturen seine Frische zu lassen. Innerhalb des Mauerkranzes befindet sich ein Behälter aus Stahlbeton. Der Turm verfügt über einen Stützenkranz aus sechs Betonpfeilern, deren Knicklänge durch frei eingezogene Decken verkürzt wird. Die Pfeiler umstehen die Röhre, die die Treppe zum Behälter enthält, die Bodenplatte des Behälters ragt über ihnen aus. Der Zylinder des Wasserturmkopfes ist durch mehrere Putzbänder waagerecht gegliedert. Zwischen diesen Bändern sind die Lichtöffnungen als liegende Formate angeordnet. Am Rande des Waldes von Tüschenbroich auf einer leichten Anhöhe stehend, erhält der Turm den Charakter einer Landmarke in der sonst flachen Landschaft. Die unveränderte Erhaltung und die deutlich ablesbare Zugehörigkeit des Wasserturms zum Baustil des Ziegelexpressionismus macht das Gebäude bedeutend für Wegberg und seine Bewohner sowie für die Entwicklung der Bauten für die Trinkwasserversorgung.
- Eine Wetterstation ist seit Januar 2008 in der Nähe des Kreiswasserwerkes Uevekoven als die 449. Wetterstation der Meteomedia Deutschland in Betrieb. Sie ist die erste Messstation in der Stadt Wegberg und neben der Wetterstation in der Gemeinde Selfkant die zweite im Kreis Heinsberg.[3]